# Club Atlético Aragón
El Club Atlético Aragón, llamado oficialmente Club Atlético San Juan de Aragón, es un club de fútbol mexicano que juega en la Segunda División. Tiene como sede la Ciudad de México.

## Historia
El club fue fundado en 2016, como el representativo de una escuela de fútbol asociada al Club de Fútbol Pachuca localizada en San Juan de Aragón, un pueblo ubicado en el noreste de la Ciudad de México, durante sus primeros años de existencia el equipo era conocido de forma oficial con el nombre Azules de la Sección 26 debido a que se utilizó esa franquicia para poder competir en el fútbol mexicano. En 2020 el equipo cambió la franquicia que se utilizaba para participar en la liga, pasando a jugar bajo el nombre de Atlético San Juan de Aragón.
En el año 2021 el equipo fue invitado a participar en la Serie B de México, cuarta categoría profesional del país, esto debido a la buena actuación mostrada por el equipo en la Tercera División y a la negativa de los equipos que habían ganado su ascenso para tomar parte del circuito por motivos financieros o logísticos, sin embargo, posteriormente el club declinó la invitación y se mantuvo en la última categoría del fútbol mexicano.
En la temporada 2022-23 el equipo realizó su mejor actuación histórica en la Tercera División, luego de finalizar como líder del grupo IV, eliminó en la liguilla de ascenso a los clubes Atlético Pachuca, Guerreros DD, Inter Playa del Carmen "B" y Estudiantes de Atlacomulco para conseguir su ascenso deportivo a la Segunda División posteriormente, en la final de zona derrotó al equipo Artesanos Metepec, por lo que el Atlético Aragón conquistó el título de zona de la Liga TDP y su derecho a jugar la Serie A de México. El 27 de mayo el equipo perdió el partido de campeón de campeones de la temporada 2022-23 tras caer ante el Aguacateros de Peribán Fútbol Club, campeón de la zona B, con un marcador de 0-2, en un partido celebrado en el Estadio Miguel Alemán Valdés de Celaya, Guanajuato, por lo que el Aragón se hizo acreedor del subcampeonato nacional de la categoría.
Tras cumplir el proceso de certificación y recibir la aprobación por parte de las autoridades de la Liga Premier de México, nombre oficial de la Segunda División, el 30 de junio de 2023 el equipo fue aceptado como nuevo miembro la Serie A de México, rama principal de la categoría, siendo integrado en el Grupo 2 de la misma.
En su estadía en la Liga Premier el equipo no consiguió logros deportivos significativos ni logró atraer el suficiente apoyo de los aficionados. Por ello, en junio de 2025 el Atlético Aragón se fusionó con el Neza Fútbol Club, equipo que militaba en la Liga de Balompié Mexicano y buscaba un nuevo circuito profesional para mantener su participación deportiva. Tras el acuerdo el Neza ocupó la plaza que el Aragón tenía en la tercera categoría del fútbol mexicano, mientras que el equipo capitalino continuó participando en la Liga TDP con su equipo enfocado en la formación de futbolistas.

## Palmarés
| Competición nacional   | Títulos | Subcampeonatos |
| ---------------------- | ------- | -------------- |
| Tercera División (0/1) |         | 2022/2023      |

## Temporadas
| Temporada     | División           | Posición                       |
| ------------- | ------------------ | ------------------------------ |
| 2016/17       | 5.Tercera División | 7.º Grupo IV (Fase 1)          |
| 2017/18       | 5.Tercera División | 7.º Grupo IV (Fase 2)          |
| 2018/19       | 5.Tercera División | 5.º Grupo IV (Treintadosavos)  |
| 2019/20¹      | 5.Tercera División | 1.º Grupo IV                   |
| 2020/21       | 5.Tercera División | 1.º Grupo IV (Semifinales)     |
| 2021/22       | 5.Tercera División | 5.º Grupo IV (Dieciseisavos)   |
| 2022/23       | 5.Tercera División | 1.º Grupo IV (Campeón de Zona) |
| 2023/24       | 3.Segunda Serie A  | 16.º Grupo II                  |
| Apertura 2024 | 3.Segunda Serie A  | 12.º Grupo III                 |
| Clausura 2025 | 3.Segunda Serie A  | 12.º Grupo III                 |

1: Torneo suspendido por pandemia de COVID-19, sin embargo la liga consideró los registros como oficiales y quedaron guardados en las estadísticas.